# John Hawken
John Christopher Hawken (Bournemouth, Reino Unido, 9 de mayo de 1940 - Metuchen, Estados Unidos, 15 de mayo de 2024) fue un teclista británico, más conocido como miembro de The Nashville Teens, Renaissance y Strawbs. También ha tocado en Spooky Tooth, Third World War, Vinegar Joe, Illusion, además de ser músico de sesión.

## Carrera

### Inicios
Hawken se formó en piano clásico desde los cinco hasta los dieciocho años, impulsado por su madre Dorothy Constance Hawken, que se formó como pianista y pintora desde una edad temprana y transmitió su pasión por las artes a su hijo mayor. Pronto adquirió el gusto por el Rock and Roll y, en 1960, se unió a su primera banda de rock: el Cruisers Rock Combo. La banda incluía al futuro guitarrista de Renaissance, Michael Dunford.

### The Nashville Teens
En 1962, a The Cruisers Rock Combo se unieron los cantantes Ray Phillips y Arthur Sharp para formar The Nashville Teens. John Allen se unió pronto a la guitarra principal tras la marcha de Dunford, y Terry Crowe se incorporó como tercer cantante. Esta formación se hizo profesional en 1963 y se fue a Alemania (como hacían muchos grupos británicos en aquella época) para tocar en los clubes (incluido el Star-Club de Hamburgo).
En 1964 (ahora sin Terry Crowe y con Barry Jenkins a la batería) The Nashville Teens firmaron un contrato de gestión y grabaron "Tobacco Road", al mismo tiempo que realizaban una gira con Chuck Berry y Carl Perkins en su primera gira por Reino Unido. "Estaba encantado de tocar el piano para ambos, además de tocar el set de los Nashville Teens", dijo Hawken. La banda viajó a Estados Unidos a finales de 1964 para tocar en el espectáculo navideño "Murray the K" en el Fox Theater de Brooklyn y, posteriormente, realizó una extensa gira por Reino Unido y Europa.
Peter Harris dejó el grupo en 1966 y fue sustituido en el bajo por Neil Korner, antiguo miembro de The New Vaudeville Band. Neil y John Hawken también trabajaron juntos de vez en cuando en una popular banda londinense, Frankie Reid & The Powerhouse, que también contaba con Dana Gillespie en la voz y, ocasionalmente, con la sección de saxofones de Cliff Bennett and the Rebel Rousers, además de John Knightsbridge en la guitarra (más tarde de Illusion).
Aunque los siguientes discos no lograron igualar el éxito de "Tobacco Road", la banda trabajó de forma constante hasta que Hawken se marchó a finales de 1968.

### Renaissance
A finales de 1968, el ex Yardbird Chris Dreja, John Hawken y el guitarrista Brian (B.J.) Cole iban a formar una banda de country-rock, dirigida por Peter Grant y producida por Mickie Most, pero nunca pasaron de la fase de ensayo. Dreja, consciente de que sus antiguos colegas de los Yardbirds, Jim McCarty y Keith Relf, estaban formando una nueva banda, sugirió a Hawken como posible miembro. A principios de 1969, Hawken recibió una llamada telefónica de McCarty preguntándole si estaba interesado en el nuevo proyecto. Hawken se presentó en la casa de McCartys en Thames Ditton, junto con el bajista Louis Cennamo, Dreja y Cole. Posteriormente, Cole y Dreja abandonaron el proyecto.
Poco después, Jane Relf se unió a la voz y nació Renaissance, con una formación formada por Keith y Jane Relf, McCarty, Hawken y Cennamo. El álbum de debut de la banda, que lleva su propio título, se publicó en octubre de 1969, seguido de una gira americana a principios de 1970. Durante la grabación del segundo álbum de la banda, Keith Relf, McCarty y Cennamo se marcharon. Hawken formó una nueva alineación de la banda con los antiguos miembros de los Nashville Teens Terry Crowe, Michael Dunford y Neil Korner, así como con el batería de sesión Terry Slade. Tras una gira europea, Jane Relf se marchó para ser sustituida por la cantante estadounidense Binky Cullom.
En octubre de 1970, Spooky Tooth se puso en contacto con Hawken para ofrecerle unirse a la banda. Hawken aceptó, pero antes de abandonar Renaissance ayudó a su sucesor, John Tout, a integrarse en la banda.

### Después de Renaissance
Hawken se unió a Spooky Tooth para una gira europea de tres meses en apoyo de su álbum The Last Puff. Una vez finalizada la gira, Spooky Tooth se disolvió.
En 1971, Hawken se unió a Third World War. Hawken grabó un álbum (el segundo de la banda). El grupo también incluía a John Knightsbridge en la guitarra principal, que más tarde se uniría a Hawken en Illusion.
Hawken también trabajó como músico de sesión, tocando en el álbum en solitario de su compañero de banda Luther Grosvenor, así como en proyectos de Claire Hamill y The Sutherland Brothers.

### Strawbs
Tras un breve paso por Vinegar Joe, al que dejó en septiembre de 1972, Hawken se unió a los Strawbs en 1973. En su audición, Dave Cousins introdujo a Hawken en el mellotrón. Durante su estancia en la banda, Hawken publicó dos álbumes, Hero and Heroine y Ghosts. Las giras incluyeron Estados Unidos, Japón y Europa. A finales de 1975, Hawken abandonó la banda por desacuerdos sobre la dirección más comercial que querían seguir los demás miembros.

### Illusion
En 1976, Hawken y los demás miembros originales de Renaissance comenzaron a trabajar en una reunión. Tras la muerte de Keith Relf, la banda se reorganizó, incorporando a John Knightsbridge a la guitarra solista y a Eddie McNeill a la batería, con McCarty compartiendo la voz con Jane Relf y tocando también la guitarra rítmica. Al no poder utilizar, por motivos legales, el nombre de Renaissance, eligieron "Illusion", que había sido el título de su segundo álbum como Renaissance. El grupo grabó dos álbumes, Out of the Mist e Illusion, antes de disolverse en 1979. En 1990, se publicó otro álbum con material inédito bajo el nombre de Enchanted Caress.

### En Estados Unidos
El 29 de octubre de 1979, John, su esposa Alexandra y sus hijos Barnaby y Jody se trasladaron a Estados Unidos desde el Reino Unido, y Hawken se retiró temporalmente de la música.
En 2001, los miembros supervivientes del Renaissance original -Jim McCarty, Jane Relf, Louis Cennamo y John Hawken- grabaron y publicaron el álbum Through the Fire con el nombre de banda "Renaissance Illusion".
En 2004, la formación de Hero and Heroine Strawbs se reunió y emprendió varias giras tanto en Estados Unidos como en Europa, y grabó dos nuevos álbumes: Deja Fou y The Broken Hearted Bride. El 26 de junio de 2008, Hawken anunció su retirada de las giras.
En octubre de 2011 Hawken salió de su retiro para actuar con Jim McCarty y Jann Klose en Hugh's Room y This Ain't Hollywood, Ontario para dos Chamber pop Summits. En 2019, se unió a los Strawbs para su espectáculo del 50 aniversario.